# Jim Platt
Pour les articles homonymes, voir Platt.
Jim Platt, né le 26 janvier 1952 à Ballymoney (Irlande du Nord), est un footballeur nord-irlandais, qui évolue au poste de gardien de but à Middlesbrough et en équipe d'Irlande du Nord.

## Carrière de joueur
- 1971-1978 : Middlesbrough
- 1978-1979 : Hartlepool United
- 1978-1979 : Cardiff City
- 1979-1983 : Middlesbrough
- 1983-1984 : Coleraine
- 1984-1985 : Ballymena United

## Palmarès

### En équipe nationale
- 23 sélections et 0 but avec l'équipe d'Irlande du Nord entre 1976 et 1986.